# Martin Vahl
Martin Vahl (ur. 10 października 1749 w Bergen, zm. 24 grudnia 1804 w Kopenhadze) – duńsko-norweski botanik i zoolog, profesor zwyczajny na Uniwersytecie w Kopenhadze, wykładowca w Ogrodzie Botanicznym w Kopenhadze, członek Duńskiego Towarzystwa Historii Naturalnej, jeden z współautorów atlasu botanicznego Flora Danica.
Opisane i nazwane przez niego rośliny określane są skrótem Vahl.